# ليليث
ليليث شيطانة عواصف من بلاد الرافدين تُرافق الريح، واعتُقِد أنها تحمل المرض والموت. ظهرت شخصية ليليث للمرة الأولى كشيطان أو روح مرتبطة بالرياح والعواصف، عُرفت باسم ليليتو في سومر، حوالي 3000 قبل الميلاد. يُرجع العديد من الباحثين التركيب الصوتي لاسم ليليث إلى العام 700 قبل الميلاد. تظهر ليليث في المعارف اليهودية باعتبارها شيطان الليل، وكبومة نائحة في طبعة الكتاب المقدس الملك جيمس.

## أصل الكلمة
ليليث (بالعبرية: לילית)، (بالأكدية: Līlītu) (ليليتو)، صفتا نسبة مؤنثتان من الكلمة ذات الأصل السامي ليل، والتي تعني الليل، وتترجم حرفياً إلى: كيان ليلي أنثوي، بالرغم من إشارة النص المسماري إلى ليليت وليليتو باعتبارهما أرواح ريح حاملة للمرض. . قد تشير الكلمة الأكدية لي-ليتو (سيدة الهواء) إلى الربة السومرية نينليل (سيدة الهواء)، ربة الرياح الجنوبية وزوجة إنليل.

## نشأة الاسطورة
ظهر اسم ليليث في رقم طيني سومري من مدينة الوركاء يعود إلى 2000 سنة قبل الميلاد ويحكي عن أن إله السماء أمر بإنبات شجرة الصفصاف على ضفاف نهر دجلة في مدينة الوركاء، وبعد أن كبرت الشجرة اتخذ تنينٌ من جذورها بيتاً له، بينما اتخذ طائر مخيف من أغصانها عشاً له، لكن في جذع الشجرة نفسها كانت تعيش المرأة الشيطانة ليليث، وعندما سمع جلجامش ملك أورك عن تلك الشجرة حمل درعه وسيفه وقتل التنين واقتلع الشجرة من جذورها فهربت ليليث إلى البرية. ويبدو أن شجرة الصفصاف بالنسبة لليليث كالتابوت لمصاصي الدماء.
تنتمي أسطورة ليليث إلى أصول تاريخية قديمة جداً، فهي تتصل ببابل القديمة، حيث كان الساميون القدماء يتبنون مجموعة من المعتقدات الخاصة بأجدادهم السومريين، كما ترتبط بأكبر أساطير الخلق، هناك روابط متينة تلصقها بالثعبان الذي يدعى تيامات (Tiamat)، إنها بقايا ذكريات طقس قديم جداً كرّم أكبر إلهة سميت كذلك بـ الثعبان الأكبر والتنين أو القوة الكونية للخلود الأنثوي، والتي عُبدت من خلال هذه الأسماء: عشتروت أو عشتار، ميليتا، إنيني أو إينانا. وقد كشفت نقوش في الآثار البابلية عن أصول ليليث، البغي المقدسة لإنانا، والآلهة الأم الكبرى، التي أرسلت من قبل هذه الأخيرة كي تغوي الرجال في الطريق، وتقودهم إلى معبد الإلهة حيث كانت تقام هناك الاحتفالات المقدسة للخصوبة، كان الاضطراب واقعاً بين ليليث المسماة يد إنانا والإلهة التي تمثلها والتي كانت هي نفسها توسم أحياناً بهذا اللقب البغي المقدسة.
لإسم ليليث جذر لغوي في الفصيلة السامية والهندو-أوروبية، فالإسم السومري «ليل» الذي نجده ممثلاً في اسم إله الهواء أنليل يدلّ على: الريح والهواء والعاصفة وهو الريح الحارة -بحسب المعتقد الشعبي- الذي يعطي الحرارة للنساء أثناء الولادة، ويقتلهن مع أطفالهن. عُدّت ليليث في البداية باعتبارها من أكبر القوى المعادية للطبيعة تتصدر مجموعة مكوّنة من ثلاثة آلهة: أحدهم ذكر والاثنتان أنثيان: ليلو وليليتو وأردات.

## آدم وليليث
ليليث هي شخصية معروفة في كتب اليهود الزوهار حيث تقول الاسطورة أنها كانت الزوجة الأولى لأدم قبل حواء وتختلف الروايات بالحديث عن ليليث ولكن أشهر الروايات تقول أن ليليث هي المرأة الاساسية التي خلقها الله مع آدم من الأرض، لكنها لم ترض بسيطرة ادم عليها فهربت منه وأصبحت معشوقة الشيطان، وكانت تلد له في اليوم 100 طفل، فاشتكى آدم لله لما فعلته ليليث فأرسل إليها ثلاث ملائكة لإرجاعها ولكنها رفضت الرجوع فتوعدوها بقتل 100 طفل من أطفالها كل يوم، ومنذ ذلك اليوم تعهدت ليليث أن تقتل أبناء البشر.
كما تصور ليليث أيضاً على أنها الحية التي أغوت ادم وحواء للأكل من الشجرة المحرمة، كانت أيضا توصف بأنها جميلة جداً وتمتلك صفات مغرية حيث يقال أنها كانت تتجسد ليلاً أمام الرجال لكي تغريهم ثم تقتلهم، وكانت ليليث تلقب بـ «قاتلة الأطفال»، لها أجنحة ومخالب وتأتي ليلاً لقتلهم.
غالباً ما يعاد طباعة كتاب شائع حول تقاليد الكابالا ومنها تعويذات وصيغ سحرية كتعويذة للحماية من ليليث المأخوذة من سفر رازيل، ومن قصتين من قصص خلق الرجل والمرأة من قبل يهوه (يهوه: اسم الرب عند العبرانيين) في الإصحاح 1 و2 من سفر التكوين، حيث ستولد أسطورة ليليث في العصور الحديثة: المرأة الأولى المخلوقة، والتي يزودها بأجنحة تمكّنها من الهروب من جنّة عدن لتفارق آدم إلا أنها لم تتوقع أن يقتفي أثرها ثلاثة من الملائكة هم سينوئي وسنسنوئي وسامينجيلوف فيجدونها عند البحر الأحمر ويطلبون منها العودة، لكنها تأبى ذلك وترتبط بالشيطان وتلد منه فيتوعدها الملائكة بقتل أولادها، فتحقد على حواء وذريتها وتقتل أبناء حواء من البشر وهذا يرجع إلى غيرتها منها خاصة أن حواء خلقت من طين لكي تكون بديلاً عنها مع آدم.

## مأوى ليليث
مع أن ليليث لم تذكر بالاسم في الكتاب المقدس فإن هناك إشارة إلى ما قد يكون مأواها حيث نجد في العهد القديم - كتاب الرسل - إشعيا - الإصحاح 34 في نهاية أدوم التي تتحول بفعل غضب يهوه إلى كتلة نارية من القار (الزفت) والكبريت، وقبل أن تصبح مكاناً قفراً لا يستطيع أحد اجتيازه إلا البجع والقنفذ وطائر البوم والغراب، وكلها ستتخذ من هذا الخواء مأوى لها كي تجد الهدوء برفقة القطط المتوحشة، والضباع والساتير -ذكر الماعز ذو اللحية- والأفاعي السامة والنسور.
وذكر أيضاً مأوى ليليث في كتاب الزوهار (الزوهر: مجموعة من الكتاب في التصوف اليهودي يتناول فكرة الكابالا): عندما كان الشخص المقدس المبارك الذي جلب الدمار لروما الشريرة وحولها إلى خراب ليصل للحياة الأبدية فإنه سيقوم بإرسال ليليث هناك ويجعلها تستقر في هذا الخراب لأنها خراب العالم وهذا ما يشير إليه العدد وهناك سوف تستقر ليليث وتجد لنفسها ملاذا للراحة - [ أشعياء 34: 14 ] .

## تعويذة للحماية من ليليث
وصفت ليليث كوحش مخيف حيث كانت الأمهات تضع تمائم لأطفالهن الصغار عليها أسماء الملائكة الثلاث المذكورين في الأسطورة لاعتقادهن أن ليليث تخاف من هذه الأسماء وتهرب منها وهم سينوئي، سنسنوئي وسامينجيلوف فكانت تلك الأسماء جزءاً من تعويذة أو حجاب لحماية النساء في مرحلة الولادة والأطفال حديثي الولادة من الأرواح الشريرة.. وفي هذه الحالة تحميهم من روح ليليث.
يقول الحبر جودة مستشهداً من قوانين صاموئيل: «إذا حدث إجهاض مشابه لما حدث لليليث تكون الأم غير طاهرة بسبب الولادة حيث أنه يكون طفل ولكن له أجنحة»، وأيضا من المعتقد أن الحبر جوس ذكر أن ما حدث في سيموني أن امرأة أجهضت كما حدث لليليث وعندما عرضت القضية على القضاة حكموا بأنه بالفعل طفل ولكن له أجنحة.
هذه الاعتقادات استمرت لقرونِ، متأخرة كالقرن الثامن عشر وهو تقليد معروف في العديد مِن الثقافاتِ لحماية الأمهات الجديدات وأطفالهن الذكور بشكل خاص بالتعاويذ ضدّ ليليث فكانوا يرسمون دائرة حول السرير في وسطها النجمة الخماسية ويكتب فيها أسماء الملائكة الثلاث وآدم وحواء. صوِّرت ليليث على شكل بومة كما أُسلِف الذكر ولذلك كان البوم دوما نذير شؤم وخراب في معتقدات الأقدمين وكثير من التعاويذ في الأركان الاربعة للمخدع، وكان الاعتقاد أن الطفل إذا ضحك أثناء النوم كان هذا دليلاً على أن ليليث موجودة وعلى هذا يسارع احدهم بضرب الطفل على شفتيه بأصبع واحد لترحل ليليث.

## ليليث في الأدب
اهتمّ الأدب على وجه الخصوص بليليث المتمردة التي تضيع نفسها في التأكيد على حقّها في الحرية واللذة والمساواة مع الرجل وكذلك كلّ اللواتي يلتقين بها، كما أنها امرأة شهوانية ومدمّرة تطمح إلى التفوّق وإلى القدرة. يتجلى هذا في دراما ألمانية مؤرخة سنة 1565 «جيتا»، التي تأخذ بعين الاعتبار وجود ليليث من خلال سرد حكاية الطفلة الصغيرة (جيتا) أو جوان المرأة الوحيدة التي تعرف بأنها سوف تصبح بابوية.
- في عام 1667 أشار (ملتون) في «الفردوس المفقود» إلى ليليث مستخدماً اسم «الحية الساحرة» تلك البطلة اليائسة بالنسبة إلى الرومانسيين، ووُصفت باعتبارها امرأة جميلة وشهوانية، بشعر طويل، تقود الآخرين معها في دوامة من الآلام، ومن النكبات والموت.
- في عام 1886 استدعى (فكتور هيجو) مظهرها البشع كمصاصة دماء، وحاول أن يمزج بينها وبين إيزيس في «نهاية الشيطان» كابنة الشيطان أو امرأة الظلام الكبرى: «هذه ليليث التي نسميها إيزيس على ضفة نهر النيل، إنني ليليث ـ إيزيس، الروح السوداء للعالم».
- في الفترة 1870-1881 قام بإخفائها (دانتي غبريال روسيتي) أمام ملاك الحرية في «بيت الحياة» وصنع من ليليث جنية مغوية، المرأة المدمرة الخالدة بكل سحرها الذي لا يقهر والجهنمي. توقظ بما تمتلكه من خوارق عند الرجال حسّ المغامرة وتقودهم نحو ضياعهم. وتتجلى بالصورة نفسها في الأعمال المعاصرة نهاية القرنين التاسع عشر والعشرين.
- في عام 1892 استعاد (ريمي دوغورمون) في مسرحية " ليليث " القصة التقليدية الكاملة للخلق، كما جاءت في النصوص المقدسة اليهودية ولكن بطريقة هزلية مذهبية وغرامية مرتبطة بوجهة نظر متشائمة للحياة الإنسانية. لكن رغم الطابع الهزلي لهذا العمل، فإنه يبيّن بوضوح أنّ التزامن مع أسطورة ليليث يفتح على الإنسان بحث غير محدّد، والأصل ومعنى الحياة. وهذا ما يتجلى كذلك في رواية " جورج ماكدونالد ليليث 1895 حيث يُقذف البطل المواجه لـ ليليث في طريق محفوف بالمخاطر في شقاء تلقيني طويل، وبعبارة أخرى يجد نفسه وحيداً ومتردداً.
- في عام 1937 تؤدي ليليث في رواية (مارك شادورن) التي تحمل عنوان «الإله يخلق أولاً ليليث» دور الجنية والموت واليأس القاتل وقبل الاختفاء يائسة هي دوماً الثائرة المتمردة، لا ندري أين، ربما تكون ميتة وربما لا.
- في عام 1932 يبتكر المحلل النفساني النمساوي فريتز ويتلز (Fritz Wittels) "عقدة سمّاها "عقدة ليليث"، ولكنها ليست لها علاقة بليليث. حيث أن لأسطورة ليليث وظيفة جوهرية تتمثل في إزاحة الرجال عن طريقها، من خلال تحذيرهم بالخطر الذي تمثله بالنسبة إليهم ولكن يبدو أن وظيفتها الأساسية هي تحذير النساء اللواتي لا تتبعن قانون آدم سيكون مصيرهن الهجر والحزن إلى الأبد. وأتت نهاية أقصوصة (أناتول فرانس) في بلتزار "ابنة ليليث" من هذه البطلة "معادلة أنثوية للهولندي الطائر" الذي طمح إلى مصير حواء وإلى نتيجة الموت من أجل معرفة الحياة واللذة.
- في عام 1959 فيما يخص «لوليثا في لوليثا» لـ غاليمار اتسع مظهر ملتهمة الأطفال ليليث ليشمل الجدّة الملتهمة التي تلتهم العالم الإنساني بفمها الكبير بجهل، وعنف وموت واسترجعت بعض جمعيات ليليت مع ملكة السابا مظهر ليليث المستبعد خطأ حيث تملأ فراغ الرجل الذي استجاب لإغراءاتها ومواهبها الفاتنة، إنها تقوده في رحلة بحث تعزله عن الآخرين وتدفعه باتجاه صوت مخالف للحياة.
- في عام 1983 تطرق (لورانس دورال) لنفس الفكرة في رواية «البابوية جان» ومن قبله (أوديل إيريت) في مسرحية مُثّلت في مصنع الذخيرة (فإنسان) في باريس حملت عنوان: «حكاية البابوية جان ومرافقتها بارتوليا». وفي الفترة نفسها استلهم (كلود باستور) رواية عنونها بـ «البابوية» - 1983 .
كما مثلت في طبعة جديدة لـ (بيار جون جوف) سنة 1983 في مصنع الذخيرة فإنسان سنة 1985 ومنحت صورة متألقة لليليث، واضعة بعين الاعتبار كل التعقيدات والموضوعات الأساسية للأسطورة. وما يثير الانتباه هو أنّ المرشدة المزعومة (لو أندريا سالومي) في مسرحية «وادكيند» وصفت هي الأخرى من قبل (فرويد) باعتبارها تمتلك الملامح والخصائص نفسها التي تحيل على أسطورة ليليث.

## حقيقة ليليث
مما لاشك فيه بأن أسطورة ليليث على صلة وثيقة في قضية الخلق، فهي أفكار ومعتقدات تنعكس على حياة الشعوب رغم أنها من أشكال الوهم التي تتناقض مع إدراكنا الحسي لها، إنها التعبير الجماعي لتلك الحضارات المتعاقبة سواء كانت دينية أو فلسفية، فهي دراسة تاريخية وأدبية ووعاء فكري مرتبط بظاهرة لايمكن تجاهلها حيث عبر عنها الفرد والمجتمع بأسلوب اعتمد على محاكاة اللاوعي وتكوين رؤية لكائنات غير موجودة في الواقع المستقل عن حدود ذهنه. حيث أنها لعبت دور الوسيط لهذا العقل بين الأحداث الطبيعية والمعتقدات الدينية.كما أن هذه الكائنات الفوق طبيعية بالنسبة لأفكار الفرد تعتبر المكون لأصل الأشياء الخارقة دون النظر في ماهيتها أو وجودها وعدمه.
من جانب آخر تكون نظرتنا للأسطورة مجرد دراسة تاريخية وفكرية معاصرة لانأخذ منها سوى معرفة التفكير الإنساني في تلك الفترة دون التأثر بواقعها الحالي.

## هوامش
1. ↑  p. 49 نسخة محفوظة 09 أكتوبر 2016 على موقع واي باك مشين.
2. ↑  Calmet، Augustine (1751). Treatise on the Apparitions of Spirits and on Vampires or Revenants: of Hungary, Moravia, et al. The Complete Volumes I & II. 2016. ص. 353. ISBN:978-1-5331-4568-0.
3. ↑  Fortune، Dion. Psychic Self-Defence. Google books. ص. 126–128. مؤرشف من الأصل في 2020-01-07.
4. ↑  سيغموند هورويتز, Lilith, die erste Eva: eine Studie uber dunkle Aspekte des Wieblichen. Zurich: Daimon Verlag, 1980, 1993. English tr. Lilith, the First Eve: Historical and Psychological Aspects of the Dark Feminine, translated by Gela Jacobson. Einsiedeln, Switzerland: Daimon Verlag, 1992 ISBN 3-85630-545-9.
5. ↑  "رصيف22". مؤرشف من الأصل في 2019-07-05.
6. ↑  أرشيبالد سيسي, محاضرات هيبرت عن الأديان البابلية (1887)
7. ↑  سي. فوسي, La Magie Assyrienne, باريس 1902